# Erdmann Gustav Henckel von Donnersmarck
Erdmann Gustav Graf Henckel von Donnersmarck (geb. 18. März 1732 (oder 1734) in Neudeck; gest. 27. November 1805 in Neudeck) war ein preußischer Landrat und Direktor der Ober-Schlesischen Landschaft.

## Leben

Stammwappen der Henckel von Donnersmarck

Erdmann Gustav Graf Henckel von Donnersmarck war Angehöriger der österreichisch-deutschen Adelsfamilie Henckel von Donnersmarck. Er war der Sohn des Carl Erdmann Henckel von Donnersmark (1695–1760), Erbherr auf Neudeck und dessen Ehefrau Anna Susanna (1713–1761), Tochter des Wenzel Adam Freiherr von Larisch auf Nikoline. 1752 begann er ein Studium der Rechtswissenschaften an der Universität Halle, von wo er 1754 an die Universität Frankfurt/Oder wechselte. Noch im gleichen Jahr ersuchte er den preußischen König Friedrich II. und den preußischen Justizminister Levin-Friedrich von Bismarck um ein Referendariat beim Berliner Kammergericht, wonach er 1756 Referendar bei der Regierung Oppeln wurde. Nachdem der Siebenjährige Krieg ausgebrochen war, schloss er sich der Preußischen Armee an, wo er bis zum Rang eines Leutnants aufstieg. Nach dem Tod seines Vaters im Jahr 1760 schloss er mit seiner Mutter und seinen neun Geschwistern (sechs Brüder und drei Schwestern) einen Vertrag, um den Belangen aus dem Erbe seines Vaters nachzukommen. 1771 wurde er in der Nachfolge von Ernst Wentzel von Rosteck und Goldmannsdorf Landrat im Landkreis Beuthen. 1777 trat er des Weiteren die Nachfolge von Carl Joseph von Schimonsky als Direktor der Ober-Schlesischen Landschaft an. Das Amt als Landrat übte er bis mindestens 1786 aus, nach anderen Quellen möglicherweise noch bis 1797/98. Sein Nachfolger als Landrat im Landkreis Beuthen wurde im Jahr 1800 Carl Joseph Traugott Henckel von Donnersmarck.

## Persönliches
Erdmann Gustav Graf Henckel von Donnersmarck war Besitzer der Familienfideikommissgüter Tarnowitz und Neudeck. 1773 wurde ihm ein Kredit in Höhe von 73.000 Talern gewährt, um damit Schulden und offen gebliebene Steuern aus dem Erbe seines Vaters auszugleichen. Der Kredit ermöglichte ihm auch die weitere Bodenbewirtschaftung seiner Güter und die Auszahlung der Erbanteile an seine Geschwister.

## Familie
Erdmann Gustav Graf Henckel von Donnersmarck heiratete am 27. November 1759 in Gimmel (Kreis Oels) Rudolphine Wilhelmine Charlotte (* 19. Januar 1743; † 30. Mai 1802), geb. Freiin von Dyhrn und Schönau. Aus dieser Ehe gingen drei Söhne hervor.
- Lazarus Gustav (1760–1761)
- Gustav Adolf (* 31. August 1764 in Neudeck; † 10. November 1813)
- Carl Lazarus (* 5. März 1772 in Neudeck; † 12. Juli 1864 in Breslau)